# Болдирєв Іван Сергійович
Іван Сергійович Болдирєв (нар. 5 липня 1937, станиця Расшеватська, тепер Новоолександрівського району Ставропольського краю, Російська Федерація) — радянський партійний і державний діяч, 1-й секретар Ставропольського крайкому КПРС (1985—1991). Депутат Верховної ради РРФСР. Народний депутат СРСР у 1989—1991 роках. Член ЦК КПРС у 1986—1991 роках.

## Біографія
У 1954—1955 роках — вчитель сільської семирічної школи у Ставропольському краї.
З 1955 року — 2-й, 1-й секретар Новоолександрівського районного комітету ВЛКСМ.
Член КПРС з 1956 року.
У 1964 році закінчив Ростовський-на-Дону фінансово-економічний інститут і, одночасно, Ростовську вищу партійну школу.
У 1964—1974 роках — інструктор, заступник завідувача відділу Ставропольського крайового комітету КПРС.
У 1974—1983 роках — 1-й секретар П'ятигорського міського комітету КПРС Ставропольського краю.
У 1983—1985 роках — секретар Ставропольського крайового комітету КПРС.
У 1985 році — інспектор ЦК КПРС.
4 листопада 1985 — серпень 1991 року — 1-й секретар Ставропольського крайового комітету КПРС. Одночасно, з березня 1990 по 1991 рік — голова Ставропольської крайової ради народних депутатів.
Подальша доля невідома.

## Нагороди і відзнаки
- орден Леніна (1987)
- орден Трудового Червоного Прапора (27.12.1976)
- орден «Знак Пошани» (7.12.1973)
- медалі